# Once in a Lifetime
"Once in a Lifetime" hette låten som Estland tävlade med i Eurovision Song Contest 2000, och sjöngs på engelska av Eda-Ines Etti.
Låten startade som nummer fyra den kvällen (efter Storbritanniens Nicki French med "Don't Play That Song Again" och efter Frankrikes Sofia Mestari med "On aura le ciel"). Då omröstningen var avslutad hade låten fått 98 poäng, och slutade på fjärde plats av 24 deltagare.
Ines kom till Stockholm med låten som favorit www.kolumbus.fi/jarpen).
Hon backades upp på scen av fem bakgrundssångare, Kaire Vilgats, Maiken, Jelena Juzvik, Pearu Paulus, en av låtskrivarna, och Tanel Padar, hennes dåvarande pojkvän.

## Låtlista
1. Once in a Lifetime (radioversion) - 2:53
2. Once in a Lifetime (Paradise 9 Remix) - 4:01
3. Once in a Lifetime (S-Cudo Club Mix) - 2:49
4. Once in a Lifetime (Instrumental) - 2:55

## Listplaceringar
| Lista (2000)       | Topplacering |
| ------------------ | ------------ |
| Belgien (Flandern) | 13           |

### Fotnoter
1. ↑  ”Listplacering”. http://www.ultratop.be/nl/showitem.asp?interpret=Ines&titel=Once+In+A+Lifetime&cat=s. Läst 11 maj 2011.